# Maliamarant
Maliamarant (Lagonosticta virata) är en fågel i familjen astrilder inom ordningen tättingar.

## Utbredning och systematik
Fågeln förekommer i sydöstra Senegal och södra Mali (övre Nigerfloden till gränsen mot Guinea). Den behandlas som monotypisk, det vill säga att den inte delas in i några underarter.

## Status
IUCN kategoriserar arten som livskraftig.